# 米丽娅姆·斯皮泰里·德博诺
米丽娅姆·斯皮特里·德博诺（出生于1952年10月25日—），马耳他政治家，现任第十一任马耳他总统。德博诺是首位当选总统的戈佐岛女性。德博诺曾于1996年至1998年担任马耳他议会议长，也是首位担任该职位的女性。

## 早期生活和职业生涯
斯皮特里· 德博诺出生在戈佐岛的维多利亚城，父母是保罗· 扎米特夫妇。婚前名字米丽娅姆· 扎米特。早期在戈佐岛接受教育，后在马耳他大学学习英语文学和语言学，与1973年毕业，并创建了社会主义学生联盟。她也学习了法律并在1980年成为公证员。
她最初被任命担任的公职包括合作社委员会主席和性别平等委员会创始成员。
1981，1987，1992，1996和2003年她也曾五次成为工党的候选人，但是从未被选为议会议员。不过，她于 1982 年当选为工党的全国执行委员会成员，并担任工党的宣传秘书。
1993和1996年斯皮特里·德博诺担任过马耳他工党妇女部门主席。
1996 年 9 月，艾弗里德·桑特总理任命她为马耳他议会议长。1998年10月她接替了安东·塔博恩，成为第一位担任这一职务的女性。
2023年1月，国民党提议她担任标准委员会专员一职，她拒绝考虑正式担任该职务，声称自己不适合该职务，也没有兴趣担任该职务。

## 总统生涯
2024年3月21，据报道，她被视为马耳他共和国总统的最热门人选。总理办公室和反对党领袖办公室在一周后发表的一份联合声明证实了这个消息。2024年3月27日马耳他议会全票通过选举斯皮特里·德博诺为第11任马耳他总统。 她也成为首位通过 2020 年新宪法改革后选举产生的总统，新宪法要求总统候选人须获得议会超过三分之二选票通过选举。
斯皮特里.德博诺是继阿戛塔·芭芭拉和玛丽·路易斯·卡勒罗·普雷卡后的第三位女性总统。同时她是继安东.布蒂吉泽（Anton Buttigieg）和文森特·塔博恩（ Ċensu Tabone岑苏·塔博恩）之后第三位来自戈佐岛的总统。
她于2024年4月4日正式就任。
在接受任命时，她承认自己是一个技术恐惧症患者；拥有一部翻盖手机，但她更倾向于将信件和其他通信内容口述给助手，将电子邮件发送到她丈夫名下的电子邮箱。

## 个人生活
斯皮特里.德博诺成年后的大部分时间居住在马耳他的比尔基卡拉。他和公证员安东尼·斯皮特里.德博诺婚后育有三个子女，伊莲娜，乔治和玛丽亚·克里斯蒂娜。斯皮特里·德博诺和她的丈夫有四个孙辈：亚力山德拉，保罗，皮帕和贝佩。

## 荣誉
国家荣誉
· 马耳他国家功绩勋章大勋爵和荣誉伙伴，马耳他总统权力
·  马耳他总统权力，“Xirka Ġieħ”骑士团团长共和国勋章
Note: The Xirka Ġieħ ir-Repubblika 是一个荣誉协会，为那些在为马耳他或人类服务中表现出卓越功绩的人提供会员资格.